# Dolichoderus zherichini
Dolichoderus zherichini — викопний вид мурах з роду Dolichoderus (підродина Dolichoderinae). Виявлений в пізньоеоценовому рівненському бурштині (близько 40 млн років).

## Опис
Дрібні мурахи, довжина тіла близько 3 мм. Голова з опуклими боками, прямокутна, задні кути закругленні. Очі овальні. Скапус вусиків трохи виступає далі потиличного краю голови. Від близьких видів (група Dolichoderus quadrimaculatus) відрізняється відсутністю віддалених волосин на голові, грудях і кінцівках. Петіоль вузлоподібний. Тіло блискотить слабко (мезоплеври і центр проподеуму зеркально-блискучий), тонкі морщинки є тільки на петіолюсі і наличнику. Вид був вперше описаний в 2002 році російським мірмекологом Геннадієм Михайловичем Длусським (МДУ, Москва) разом з такими новими видами як Tapinoma aberrans, Tapinoma electrinum, Oligomyrmex nitidus, Carebara ucrainica. Таксон D. zherichini названий на честь еволюціоніста і колеоптеролога Володимира Васильовича Жерихіна. Близький до видів Dolichoderus polessus і Dolichoderus tertiarius.